# Bonnie Prince Charlie (film, 1923)
Pour les articles homonymes, voir Bonnie Prince Charlie.
Pour plus de détails, voir Fiche technique et Distribution.
Bonnie Prince Charlie est un film britannique réalisé par Charles Calvert, sorti en 1923.

## Fiche technique
- Titre : Bonnie Prince Charlie
- Réalisation : Charles Calvert
- Scénario : Alicia Ramsey (en)
- Pays de production : Royaume-Uni
- Format : Noir et blanc - 1,33:1 - Film muet
- Genre : historique
- Date de sortie : 1923

## Distribution
- Ivor Novello : Charles Édouard Stuart
- Gladys Cooper : Flora MacDonald
- Hugh Miller (en) : Robert Fraser
- A. B. Imeson (en) : Duc de Cumberland
- Sydney Seaward (en) : Neal McEachinn
- Benson Kleve : Donald MacPherson
- Adeline Hayden Coffin (en) : Lady Clanronald
- Arthur Wontner : Lord Kingsburgh
- Nancy Price : Lady Kingsburgh
- Lewis Gilbert (en) : George II (roi de Grande-Bretagne)
- A. Bromley Davenport (en) : Sir John Cope